# Giuseppe Azzaro
Giuseppe Azzaro (Caltagirone, 15 ottobre 1925 – Roma, 5 giugno 2022) è stato un avvocato e politico italiano.

## Biografia
Esponente catanese della Democrazia Cristiana, è stato eletto deputato nel 1963, in sostituzione del compagno di partito Antonino Dante deceduto all'inizio della legislatura, rimanendo in carica a Montecitorio per sette legislature consecutive, fino al 1992.
Nel IV Governo Rumor è stato Sottosegretario alla Presidenza del Consiglio dei ministri. Successivamente è stato Sottosegretario alle Finanze nel III, IV e V Governo Andreotti, e nel I e II Governo Cossiga.
Relatore di maggioranza della Commissione Sindona nel 1982, escluse l'esistenza di legami tra il banchiere e il potere politico.
Nel corso della IX legislatura (dal 29 settembre 1983 al 1º luglio 1987) è stato Vicepresidente della Camera.
Tra il 16 e il 26 dicembre 1987, e poi ancora dal 7 febbraio al 14 ottobre 1991 ha ricoperto l'incarico di sindaco di Catania.

## Incarichi parlamentari
- Componente della IV Commissione (Giustizia) - IV legislatura
- Componente della VI Commissione (Finanze e tesoro) - IV, V, VI, VIII, IX, X legislatura
- Componente della Commissione speciale per l'esame del disegno di legge n. 1450 "Bilancio dello Stato per il periodo 1º luglio-31 dicembre 1964" - IV legislatura
- Componente della Commissione speciale per l'esame del disegno di legge n. 1686 "Bilancio di previsione dello Stato per l'anno 1965" - IV legislatura
- Componente della Commissione speciale per l'esame del disegno di legge n. 2017 "Disciplina degli interventi per lo sviluppo del Mezzogiorno" - IV legislatura
- Componente della Commissione speciale per l'esame dei progetti di legge aventi per oggetto la disciplina dei contratti di locazione degli immobili urbani - IV legislatura
- Componente della Commissione speciale per l'esame del disegno di legge n. 4797 "Conversione in Legge del Decreto-Legge 22 gennaio 1968, n. 12 concernente provvidenze a favore delle popolazioni dei comuni della Sicilia colpiti dai terremoti del gennaio 1968" - IV legislatura
- Componente della Commissione parlamentare per il parere al Governo sulle norme delegate in materia di nuove tariffe generali dei dazi doganali - IV e VIII legislatura
- Componente della Commissione parlamentare per il parere al Governo sull'emanazione di un Testo Unico delle disposizioni di legge concernenti la disciplina degli interventi nel Mezzogiorno - IV legislatura
- Componente della Giunta delle elezioni - V e VI legislatura
- Componente della Commissione parlamentare prevista dalla legge: "Modifiche ed integrazioni alla Legge 24 luglio 1961, n. 729, concernente il piano di nuove costruzioni stradali ed autostradali" - V legislatura
- Componente della Commissione parlamentare d'inchiesta sul fenomeno della mafia in Sicilia - V, VI, IX legislatura
- Componente della Commissione inquirente per i procedimenti di accusa - V e VI legislatura
- Vicepresidente della Giunta delle elezioni - VI legislatura
- Componente della Giunta provvisoria delle elezioni - VI legislatura
- Componente della III Commissione (Esteri) - VI legislatura
- Componente della Commissione speciale per l'esame del disegno di legge di conversione del decreto legge concernente modifiche e integrazioni in materia di riforma tributaria - VI legislatura
- Componente della Commissione parlamentare per il parere al Governo sulle norme delegate relative alla riforma tributaria - VI, VIII, IX, X legislatura
- Componente della Commissione parlamentare per il parere al Governo in materia di mercato mobiliare e di Società per azioni - VI legislatura
- Componente della V Commissione (Bilancio e partecipazioni statali) - VII legislatura
- Componente della XIII Commissione (Lavoro e previdenza sociale) - VII legislatura
- Presidente della VI Commissione (Finanze e Tesoro) - VIII legislatura
- Componente della Commissione parlamentare d'inchiesta sul caso Sindona e sulle responsabilità politiche ed amministrative ad esso eventualmente connesse - VIII legislatura
- Presidente del Comitato di vigilanza sui servizi di documentazione - IX legislatura
- Componente della Commissione parlamentare per il parere al Governo sulle norme delegate relative al nuovo codice di procedura penale - X legislatura
- Componente della Commissione parlamentare d'inchiesta sul fenomeno della mafia e sulle altre associazioni criminali similari - X legislatura

## Opere
- La deriva oligarchica, Bonanno Editore, Catania 2006.
- Un rappresentante del popolo, Bonanno Editore, Catania 2007
- I ricostruttori, Bonanno editore, Catania 2008
- Il teorema della colpa necessaria , EDUCatt editore, Milano 2016
- I partiti: fantasmi incostituzionali, EDUCatt editore, Milano 2018
- Breve storia della famiglia Azzaro, Roma 2019